# Emad (ракета)
Emad (перс. عماد) — розроблена Іраном рідкопаливна балістична ракета середньої дальності (MRBM), похідна від Shahab-3.

## Опис
Emad може нести 750 кг корисного навантаження на дальності 1700 км з точністю до 10 м. Використовує новий дизайн носового конуса, який відрізняється від оригінального Shahab-3. Змінена конструкція може також уможливити детонацію боєголовки високо над ціллю, що робить її більш придатною для повітряного вибуху хімічної, біологічної або детонації ядерної зброї, а також для ядерної електромагнітної імпульсної атаки.

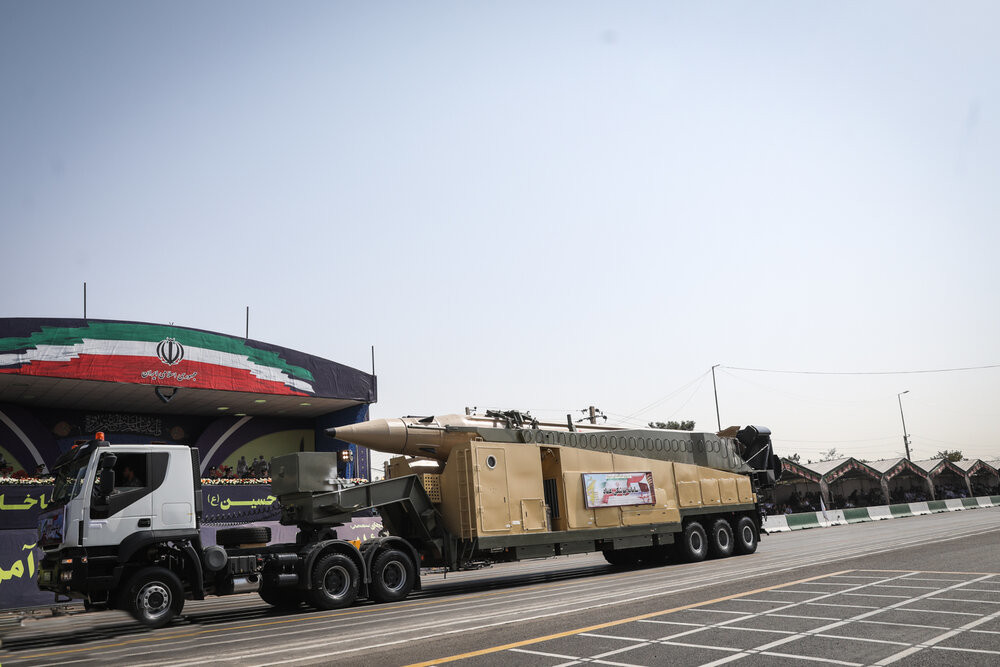
Ракета Emad на пусковій установці на параді в Тегерані в 2019 році.

Ракета була представлена бригадним генералом Хоссейном Дехганом 11 жовтня 2015 року «Емад» оснащено новоствореною боєголовкою, що повертається, із вдосконаленою системою наведення та контролю, що робить її першою в країні БУРБ із точним наведенням. Ракета оснащена маневреною боєголовкою (MARV).
Ракета має передову систему наведення та управління в носовому конусі, і, як кажуть, вона має точність близько 50 метрів. Очікується, що ця ракета, яка, здається, є ще одним варіантом Shahab-3, буде поставлена збройним силам десь у 2016 році.